# Kościół św. Małgorzaty w Starym Gralewie
Kościół św. Małgorzaty w Starym Gralewie – rzymskokatolicki kościół parafialny zlokalizowany w miejscowości Stare Gralewo (powiat płoński w województwie mazowieckim), należący do parafii św. Małgorzaty w Gralewie w diecezji płockiej.

## Historia
Parafię we wsi erygowano najprawdopodobniej w XIII wieku, a najpóźniej w pierwszej połowie wieku XIV (pierwsza wzmianka o kościele pochodzi z 1385 roku). Obecna świątynia pochodzi z drugiej połowy XV wieku albo z pierwszej połowy następnego stulecia, a konsekrowano ją w 1598 roku. W XVII i XVIII wieku obiekt przeszedł przeobrażenia, m.in. dobudowano kaplicę od północy i powiększono okna. W 1800 roku ściana frontowa uległa zniszczeniu, w związku z czym prowizorycznie ją wówczas odbudowano. Restauracje odbyły się w latach 1866–1888 oraz 1891. Pierwsza z tych restauracji odbyła się staraniem księdza Adolfa Politowskiego, a konsekracji dokonał po niej biskup płocki, Wincenty Teofil Popiel. Podczas działań I wojny światowej (1915) kościół spalił się i został częściowo zburzony. Odbudowano go w latach 1920–1928 z inicjatywy księdza W. Grotowskiego. Projektantem był Włodzimierz Dubik, a konsekracji dokonał biskup pomocniczy płocki, Leon Wetmański 2 czerwca 1930 roku. Obiekt uległ ponownym zniszczeniom w 1945 roku, ale został szybko odbudowany w roku następnym. Remonty były przeprowadzane w latach 1955 i 1961, a w latach 80. XX wieku wymieniono dach (blacha w miejsce dachówek) i wyremontowano więźbę. W następnej dekadzie położono marmurową posadzkę. W latach 2005–2013 przeprowadzono kolejne prace, m.in. wymieniono część tynków wewnątrz, przeorganizowano prezbiterium, wstawiono witraże (sześć sztuk), a także położono chodnik wokół budowli

## Architektura
Późnogotycki, trójnawowy i trójprzęsłowy, murowany (ceglany, m.in. częściowo z użyciem zendrówki), orientowany kościół stoi w centrum wsi i jest otoczony murem z bramą na osi fasady wejściowej i dzwonnicą od północy. Od wewnątrz jest otynkowany. Posiada dobudówki: zakrystię od południa, kruchty od południa i zachodu oraz kaplicę na planie kwadratu od północy. Sklepienia są zróżnicowane: sieciowe nad nawą główną, kolebkowe nad nawami bocznymi, kryształowe w prezbiterium, kolebkowo-krzyżowe w podcieniu, a gwiaździste w zakrystii. Kaplica północna przykryta jest kopułą na pendentywach. Dachy kryte są blachą miedzianą. Chór muzyczny jest murowany. Nawy boczne są stosunkowo wąskie, a zamknięte trójbocznie prezbiterium jest szerokości nawy głównej. Kościół jest oszkarpowany. Elewacja wejściowa ma okazały trójkątny szczyt z okulusem. Nad otynkowaną kruchtą frontową umieszczona jest rzeźba Chrystusa Miłosiernego. Na jednej z cegieł szkarpy wschodniej odciśnięta jest łapka zwierzęca i umieszczony jest napis „Joannes”.

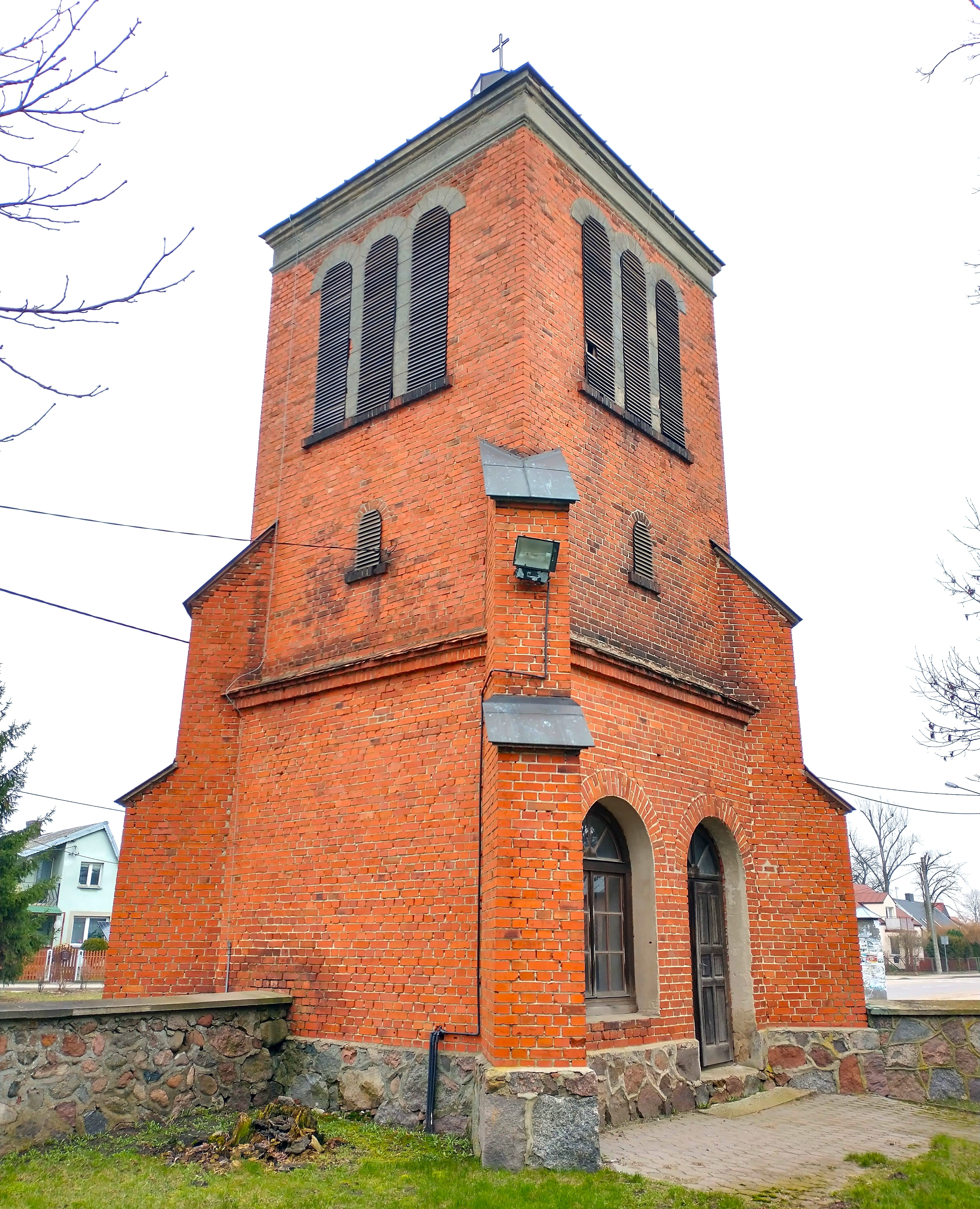
Dzwonnica
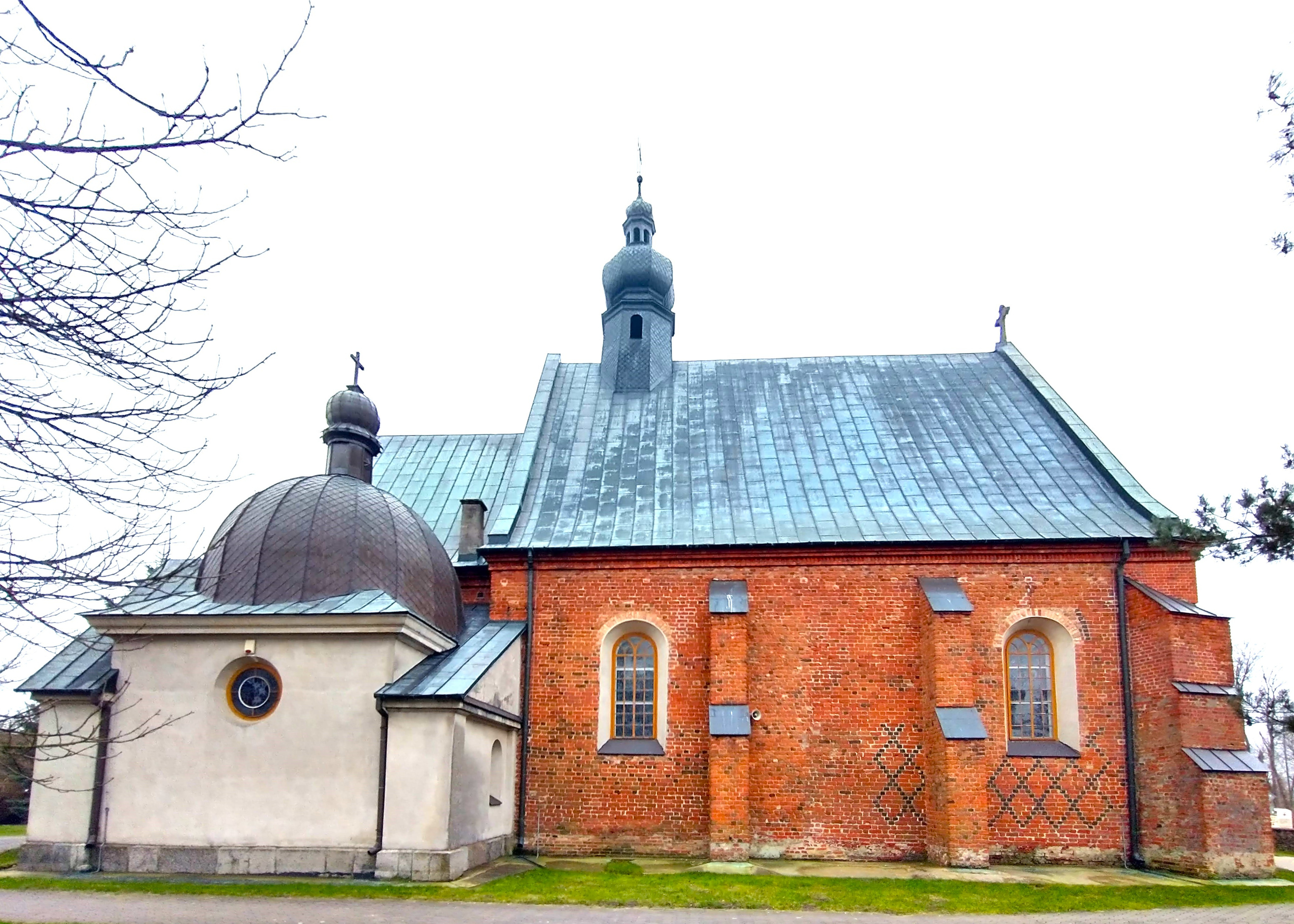
Elewacja północna z kaplicą i zendrówką

## Wnętrze
Wnętrze jest tynkowane, z kamiennymi posadzkami. Prezbiterium oddzielone jest od nawy pomalowanym łukiem tęczowym (polichromie pochodzą z 1936 roku). Podłucza arkad mają dekorację malarską o takiej samej tematyce (zgeometryzowane motywy winorośli). Na łuku znajdują się tonda z historycznymi orłami polskimi. Arkady międzynawowe zrealizowano w porządku toskańskim (kolumny i półkolumny). Chór wspiera się na dwóch kolumnach i jest zdobiony malowanymi motywami winorośli.
Na ścianie kaplicy od strony wschodniej umieszczone są litery „X. W G” (ksiądz Witold Grotowski) i data „1921”. Ławki dla wiernych zaprojektował Stefan Szyller. Ołtarze i ambona pochodzą z lat 1934–1936, a ich projektantem był Ludwik Konarzewski (senior) z Istebnej. W ołtarzu głównym znajduje się płaskorzeźba Matki Bożej Wniebowziętej z towarzyszącymi jej rzeźbami św. Apostołów Piotra i Pawła.

## Otoczenie
Kościołowi towarzyszy plebania z ogrodem kwiatowym (od południa) i drzewa liściaste w nieregularnych szpalerach. Na placu obok znajduje się pomnik upamiętniający niemiecką egzekucję z 1943 roku.